# Aeroporto di Pechino-Nanyuan
L'Aeroporto di Pechino-Nanyuan è un aeroporto cinese situato a Pechino.
Utilizzato sia in ambito civile che militare, è il secondo aeroporto di Pechino. Situato nel distretto di Fengtai, l'aeroporto di Nanyuan fu aperto per la prima volta nel 1910, rendendolo l'aeroporto più antico della Cina. È l'hub principale della compagnia China United Airlines.
L'aeroporto di Nanyuan è stato chiuso dopo l'ultimo volo partito il 25 settembre 2019 alle 22:40 locale.